# Samuel Kleinschmidt
Samuel Petrus Kleinschmidt (27. února 1814, Lichtenau – 8. února 1886, Neu-Herrnhut) byl německo-grónský misionář Moravských bratří a jazykovědec, autor prvního grónského pravopisu, který se udržel až do reformy roku 1973.

## Životopis
Samuel Kleinschmidt se narodil v misijní stanici Lichtenau (dnes Alluitsoq) jako syn německého misionáře Konrada Kleinschmidta (1768–1832) a jeho druhé dánské manželky Christiny Petersenové (1780–1853), a proto mluvil německy, dánsky a grónsky jako svým mateřským jazykem. V roce 1823 byl poslán do Německa, kde získal školní vzdělání u Moravských bratří v Kleinwelce v Sasku. Protože koktal, byl poté poslán do Zeistu v Nizozemsku, kde se začal učit lékárníkem. V roce 1837 byl zaměstnán jako učitel ve škole Moravských bratří v severním Šlesvicku. V roce 1841 byl vyslán zpět do Grónska jako misionář, zpočátku sloužil ve svém rodišti Lichtenau. Během této doby napsal Gramatiku grónského jazyka s částečným zahrnutím labradorského nářečí, kterou dokončil v roce 1846, ale vydal ji až v roce 1851. V letech 1846 až 1848 působil jako misionář v Akunnaatu (Lichtenfels) a poté v Neu-Herrnhutu (Noorliit). V roce 1859 došlo k rozchodu s Moravskými bratry, protože se vyslovil proti církevní disciplíně, protože nevyhovovala Gróňanům. Byl vyloučen ze služby a místo toho se obrátil na dánskou misii, kde působil jako učitel v Grónském semináři v Nuuku.
Kleinschmidt byl již v mládí ovlivněn svým otcem, který se velmi zajímal o grónský jazyk a vytvořil vlastní překlad Bible. Lze také předpokládat, že během svého působení v Christiansfeldu byl ovlivněn svým o tři roky mladším kolegou Heinrichem Augustem Jäschkem. Svým významným dílem Gramatika grónského jazyka vytvořil Samuel Kleinschmidt první systematický a standardizovaný pravopis grónského jazyka, který se udržel až do reformy v roce 1973 Ta se stala základem pro učebnice dějepisu, zeměpisu, zoologie a církevních dějin, které napsal pro grónské školství, a pro jeho vlastní překlad Bible. Byl důvěrníkem inspektora Hinricha Johannese Rinka a podporoval ho v jeho reformní činnosti na podporu grónské kultury. Na konci 50. let 19. století byl spoluzakladatelem časopisu Forstanderskaber a jeho jazykovědná práce umožnila vydávání novin Atuagagdliutit, které poprvé vyšly v roce 1861. V roce 1871 vydal velký slovník. Kromě psaní se věnoval také kreslení map.

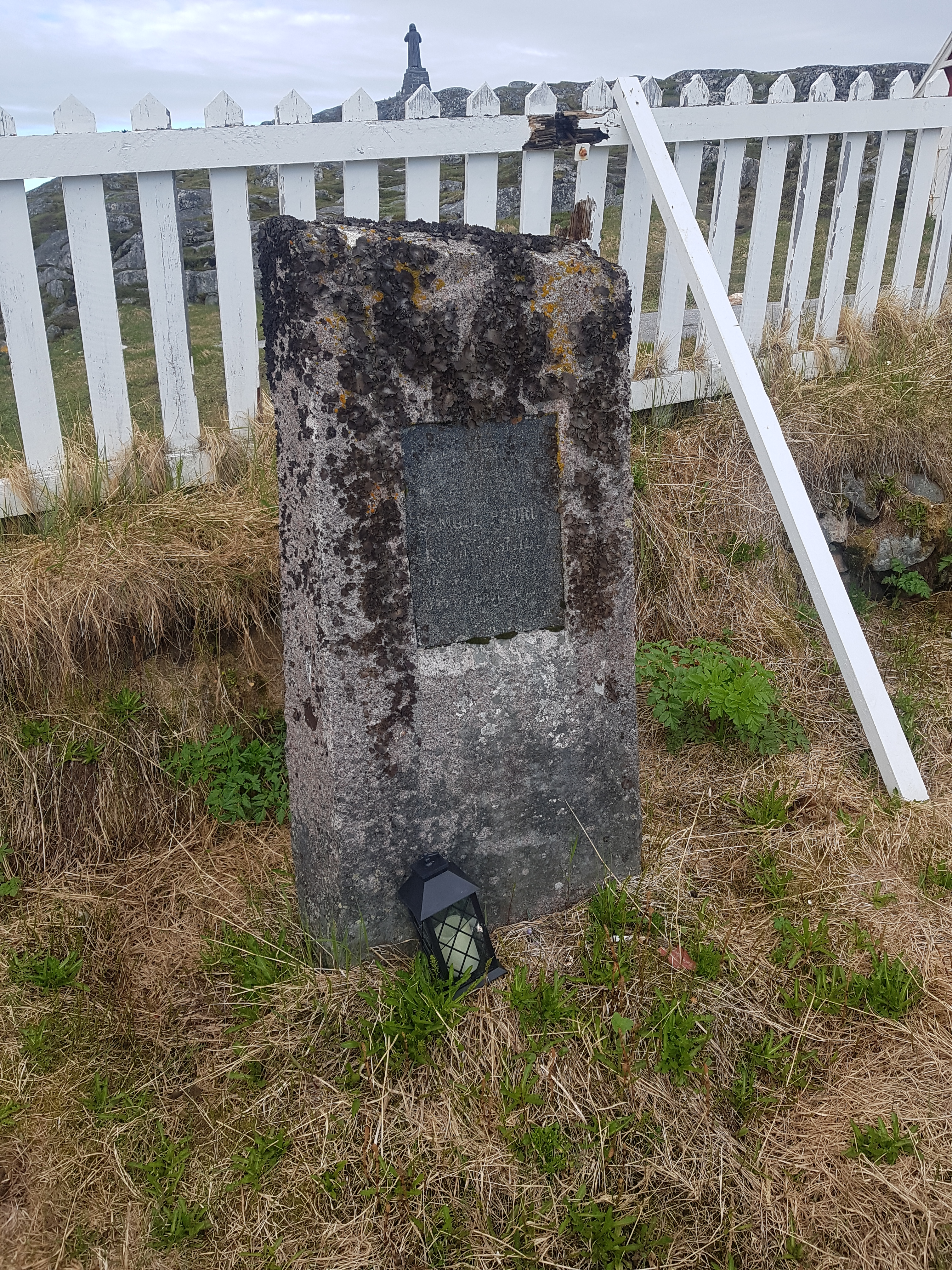
Kleischmidtův hrob v Nuuku

Cestou z Neu-Herrnhutu na své pracoviště v Nuuku musel Kleinschmidt překonat vzdálenost asi 1,5 km za každého počasí. Aby našel cestu i v mlze, postavil si velký sloup, na který připevnil lampu. Sloup zůstal stát i po jeho smrti a stal se pomníkem. Později byl stržen a nahrazen novým sloupem s pamětní deskou s grónskými a dánskými nápisy. Sloup se nachází u malé silnice Qullilerfik („Kde se člověk zásobuje lampou“) na silnici Imaneq, dříve Skibshavnsvej. Silnici křižuje Samuel Kleinschmidtip Aqqutaa, pojmenovaný právě po Kleinschmidtovi.
Kleinschmidt měl grónskou kulturu v krvi a sám se označil za Gróňana. Bydlel v grónském domě a nosil grónské oblečení. Tento kulturní otisk silně ovlivňoval jeho tvorbu po celý život. Grónské obyvatelstvo si ho proto nesmírně vážilo. Dne 19. června 1885 obdržel Samuel Kleinschmidt zlatý řád Fortjenstmedaljen.
Když v roce 1886 ve věku 71 let zemřel v New Herrnhutu jako svobodný, zúčastnili se jeho pohřbu všichni obyvatelé Nuuku. Jeho ostatky byly později přeneseny z herrnhutského hřbitova na starý hřbitov vedle katedrály v Nuuku.
V roce 1964 se objevil na grónské poštovní známce navržené Czesławem Słaniou.